# Трофименко Віктор Іванович
Ві́ктор Іва́нович Трофиме́нко (нар. 8 березня 1960, Полтава, Українська РСР) — полковник ФСБ, учасник Афганської, Першої та Другої чеченських війн, Герой Російської Федерації (2001). Співробітник Управління Федеральної служби безпеки РФ в Білгородській області.

## Біографія
Народився 8 березня 1960 року в Полтаві. 1985 року закінчив Полтавське вище зенітне ракетне командне училище імені генерала армії М. Ф. Ватутіна. Закінчив також Вищі курси військової контррозвідки КДБ СРСР у Новосибірську, Академію ФСБ РФ.
З 1985 року командував зенітним артилерійським взводом, 744-ю батареєю окремого зенітного ракетно-артилерійського дивізіону 7-ї повітряно-десантної дивізії. Наприкінці 1980-х років брав участь в Афганській війні.
У 1988—1995 роках служив спочатку оперуповноваженим, потім старшим оперуповноваженим особливого відділу КДБ СРСР по 7-й повітряно-десантній дивізії Прибалтійського військового округу, відділу військової контррозвідки Міністерства служби безпеки РФ по 7-й повітряно-десантній дивізії Північно-Західної групи військ, відділу військової контррозвідки Федеральної служби контррозвідки РФ по 125-му прикордонному загону Кавказького особливого прикордонного округу. У 1995—1997 роках був начальником відділу ФСБ Росії по 41-му прикордонному загону Кавказького особливого прикордонного округу.
1997 року вступив на службу до Управління ФСБ РФ в Білгородській області.
Учасник обох чеченських війн.
28 серпня 2001 року, згідно з Указом Президента Російської Федерації, за мужність та героїзм, виявлені під час виконання службового обов'язку, полковнику Трофименко Віктору Івановичу надано звання Героя Російської Федерації з врученням особливої відзнаки — медалі «Золота Зірка».
Живе та служить у Білгороді, є заступником начальника Управління ФСБ Росії у Білгородської області та керівником Білгородського регіонального відділення Загальноросійської громадської організації «Російська Асоціація Героїв».
Нагороджений орденом Мужності, медалями, в тому числі «За відвагу».